# Улица Михаила Заднепровского
Улица Михаила Заднепровского — улица в Печерском районе города Киева. Проходит от улиц Евгения Коновальца и Новогоспитальной до площади Леси Украинки.

## История
Улица появилась под нынешним названием в 2000 году путем выделения в отдельную улицу части улицы Щорса (ныне — улица Евгения Коновальца) от улицы Кутузова (ныне — улица Генерала Алмазова) до Новогоспитальной улицы и части улицы Кутузова от улицы Щорса до площади Леси Украинки. Названа в честь украинского актёра, народного артиста Украины Михаила Заднепровского.

## Фотографии

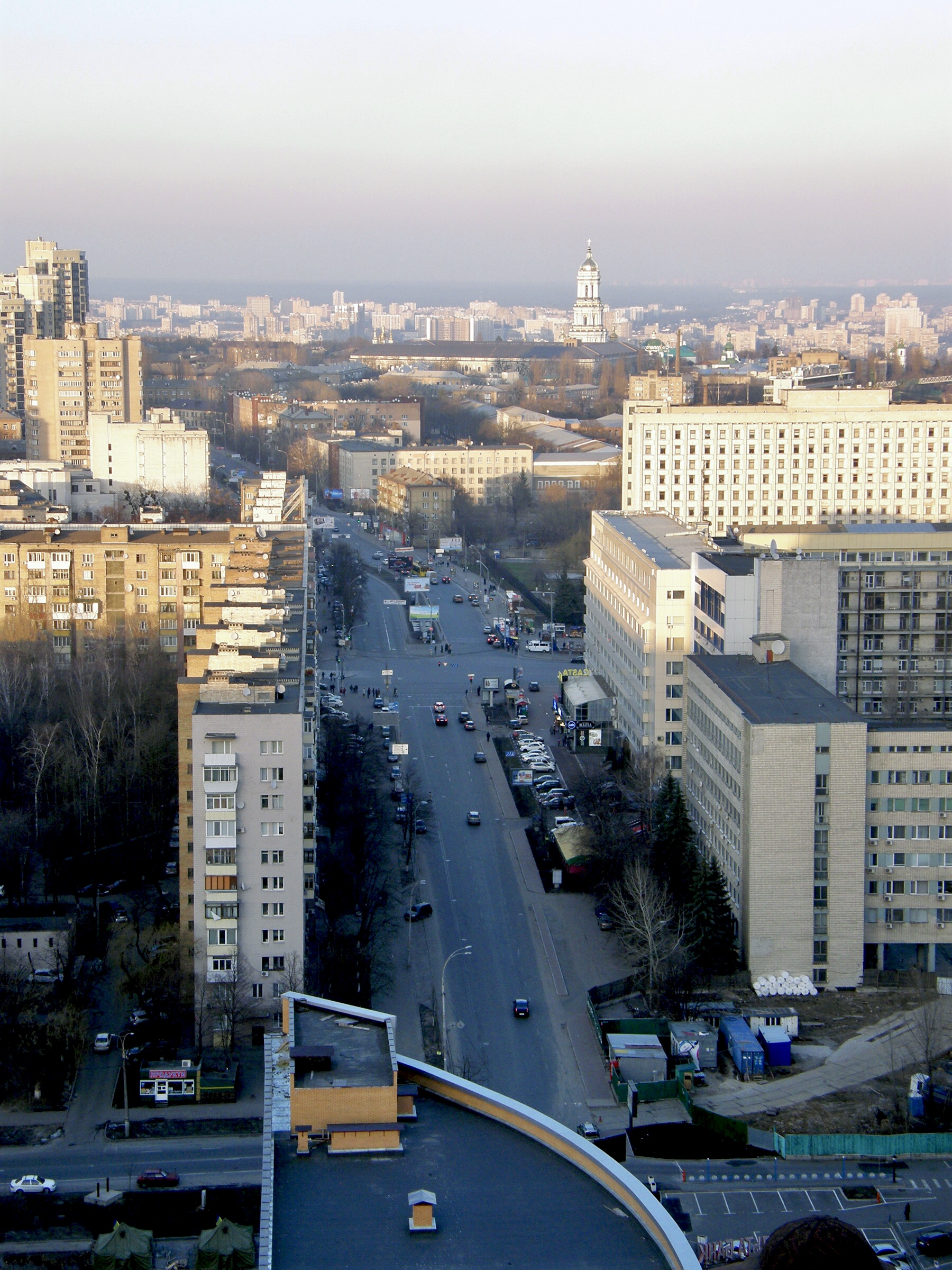
Улица Михаила Заднепровского в сторону бульвара Леси Украинки
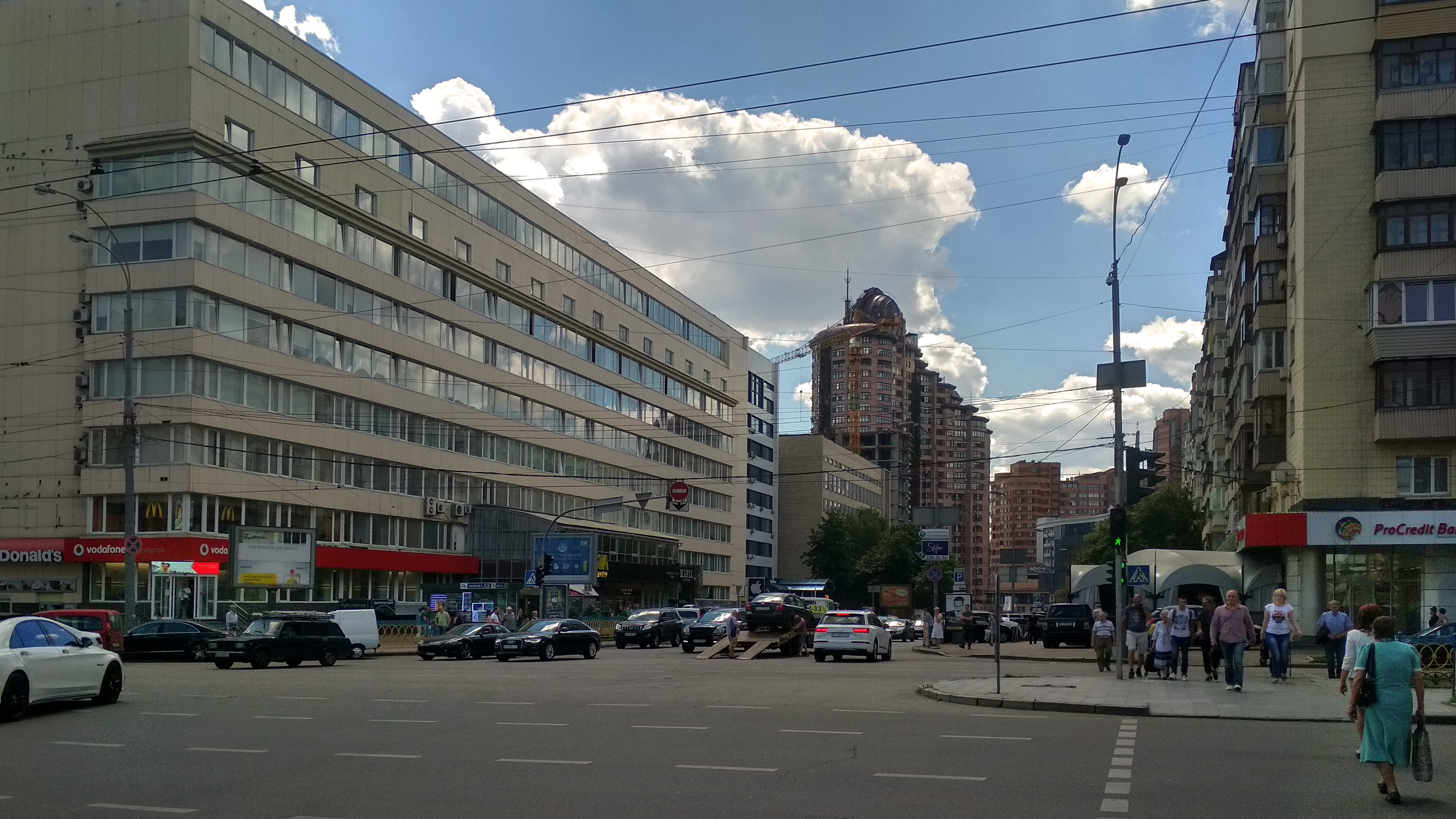
Конечная часть улицы. Вид со стороны бульвара Леси Украинки
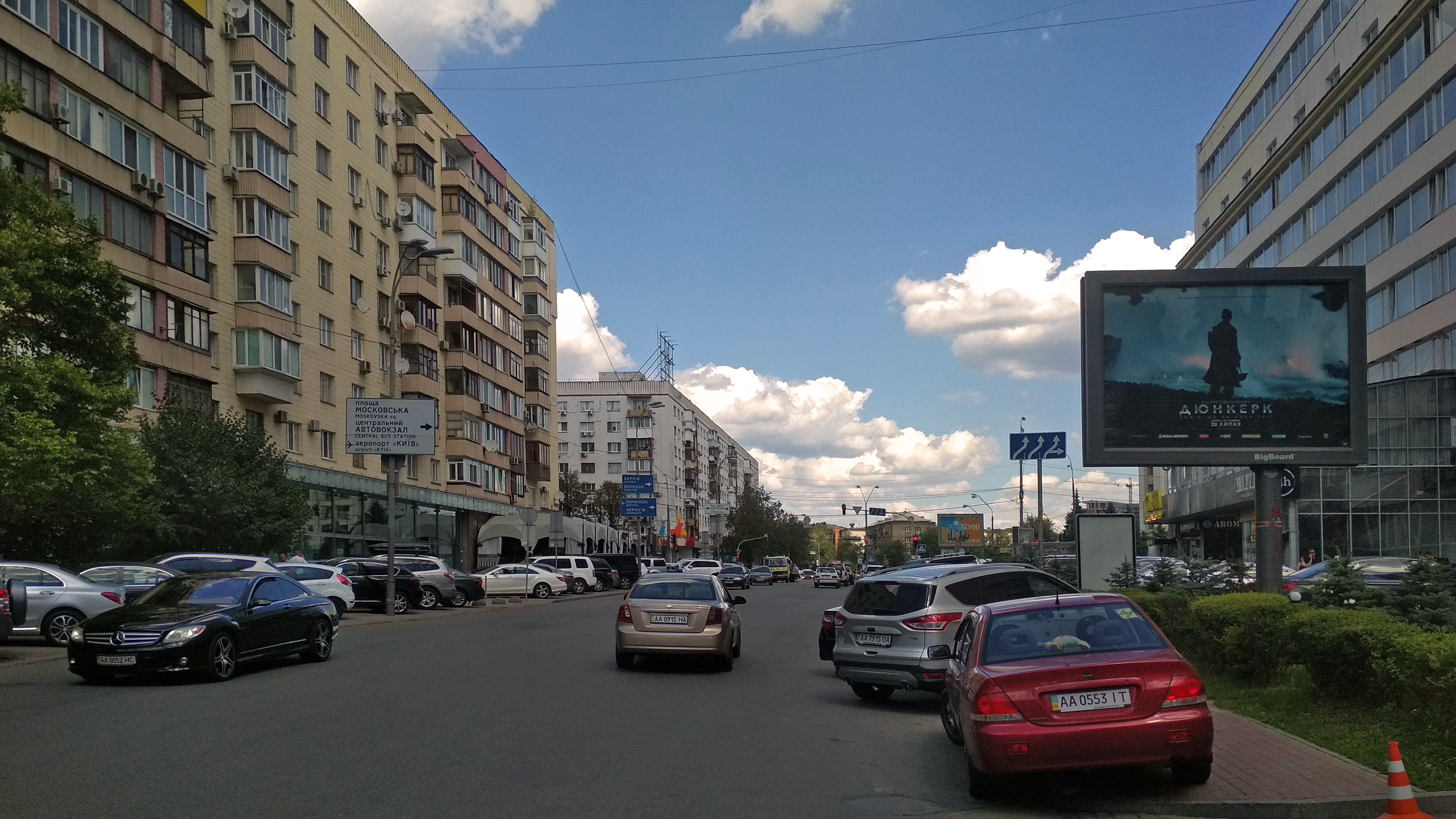
Конечная часть улицы. Вид в сторону бульвара Леси Украинки